# Siergiej Czerwiakow
Siergiej Wasiljewicz Czerwiakow (ros. Сергей Васильевич Червяков, ur. 12 stycznia 1959 w Łyswie) – radziecki kombinator norweski, brązowy medalista mistrzostw świata.

## Kariera
W 1982 roku Siergiej Czerwiakow wspólnie z kolegami z reprezentacji zajął piąte miejsce w zawodach drużynowych podczas Mistrzostw Świata w Oslo. W Pucharze Świata zadebiutował 29 grudnia 1983 roku w Oberwiesenthal, gdzie był dziesiąty w konkursie rozgrywanym metodą Gundersena. Tym samym już w swoim debiucie zdobył pierwsze pucharowe punkty. W pozostałych konkursach sezonu 1984/1985 jeszcze raz znalazł się w czołowej dziesiątce - 3 marca 1984 roku w Lahti był dziewiąty. W klasyfikacji generalnej zajął ostatecznie 21. miejsce. W lutym 1984 roku brał udział w Igrzyskach Olimpijskich w Sarajewie. W konkursie skoków uzyskał drugi wynik, przegrywając tylko z Tomem Sandbergiem z Norwegii, jednak na trasie biegu uzyskał dopiero 23. czas i rywalizację zakończył na dwunastym miejscu.
W kolejnym sezonie nie wystąpił w żadnych zawodach Pucharu Świata. Na Mistrzostwach Świata w Seefeld w 1985 roku wystąpił tylko w konkursie indywidualnym, który ukończył na dziesiątej pozycji. Najlepsze wyniki osiągnął w sezonie 1986/1987, który ukończył na dwudziestym miejscu. Wtedy też osiągnął swój najlepszy wynik w międzynarodowych zawodach, zajmując czwarte miejsce 30 grudnia 1986 roku w Oberwiesenthal. Wystąpił na Mistrzostwach Świata Oberstdorfie w 1987 roku, gdzie osiągnął największy sukces swojej kariery. Wspólnie z Andriejem Dundukowem i Allarem Levandim wywalczył brązowy medal w rywalizacji sztafet. Po skokach zajmowali czwarte miejsce, jednak na trasie biegu zdołali wyprzedzić reprezentantów NRD i zdobyć brązowe medale. W konkursie indywidualnym Czerwiakow zajął dwudzieste miejsce. W 1987 roku zakończył karierę.

## Osiągnięcia

### Igrzyska Olimpijskie
| Miejsce | Dzień     | Rok  | Miejscowość | Konkurencja              | Wynik zwycięzcy | Strata      | Zwycięzca    |
| ------- | --------- | ---- | ----------- | ------------------------ | --------------- | ----------- | ------------ |
| 12.     | 12 lutego | 1984 | Sarajewo    | Indywidualnie K-90/15 km | 422.595 pkt     | -34.250 pkt | Tom Sandberg |

### Mistrzostwa świata
| Miejsce | Dzień       | Rok  | Miejscowość | Konkurencja          | Wynik zwycięzcy | Strata      | Zwycięzca        |
| ------- | ----------- | ---- | ----------- | -------------------- | --------------- | ----------- | ---------------- |
| 5.      | 26 lutego   | 1982 | Oslo        | Sztafeta K-90/3x5 km | 1295.92 pkt     | -104.56 pkt | NRD              |
| 10.     | 18 stycznia | 1985 | Seefeld     | Gundersen K-90/15 km | 410.10 pkt      | -32.60 pkt  | Hermann Weinbuch |
| 20.     | 13 lutego   | 1987 | Oberstdorf  | Gundersen K-90/15 km | 423.80 pkt      | -17.36 pkt  | Torbjørn Løkken  |
| 3.      | 14 lutego   | 1987 | Oberstdorf  | Sztafeta K-90/3x5 km | 1261.94 pkt     | -25.24 pkt  | RFN              |

### Puchar Świata

#### Miejsca w klasyfikacji generalnej
- sezon 1983/1984: 21.
- sezon 1985/1986: 22.
- sezon 1986/1987: 20.

#### Miejsca na podium
Czerwiakow nigdy nie stał na podium indywidualnych zawodów Pucharu Świata.